# الشبلية (نبيذ)

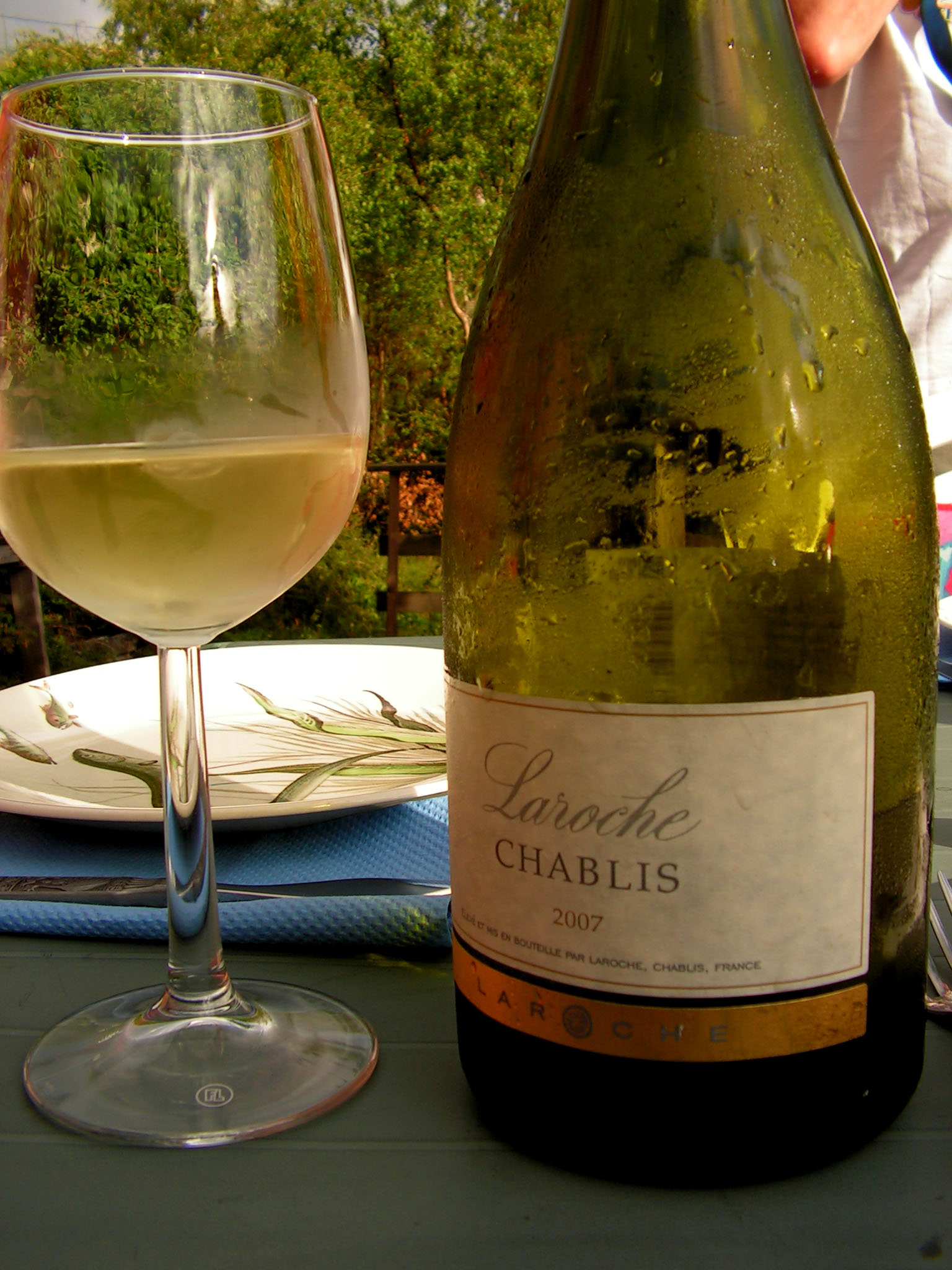
قدح وقنينة نبيذ الشبلية

الشَّبليَّة أو نبيذ شبليّة أو نبيذ شَبلي هي منطقة النبيذ الواقعة في أقصى شمال منطقة برغندي في فرنسا . ينتج المناخ البارد في هذه المنطقة نبيذًا مع حموضة أكثر وطعمات أقل فاكهية من نبيذ شَردونيه المزروع في مناخات أكثر دفئًا. غالبًا ما تحتوي هذه الخمور على ملاحظة "صخرية" توصف أحيانًا بأنها " goût de pierre à fusil " ("تذوق الصوّان "). يجب استخدم عنب شَردونيه فقط بسبب مراقبة التحكم في أصل تسمية المنشأ.